# Hysham
Hysham is een plaats (town) in de Amerikaanse staat Montana, en valt bestuurlijk gezien onder Treasure County.

## Demografie
Bij de volkstelling in 2000 werd het aantal inwoners vastgesteld op 330.
In 2006 is het aantal inwoners door het United States Census Bureau geschat op 259, een daling van 71 (-21,5%).

## Geografie
Volgens het United States Census Bureau beslaat de plaats een oppervlakte van
0,5 km², geheel bestaande uit land. Hysham ligt op ongeveer 811 m boven zeeniveau.

## Plaatsen in de nabije omgeving
De onderstaande figuur toont nabijgelegen plaatsen in een straal van 64 km rond Hysham.